# Grand Prix d'Isbergues 1996
Il Grand Prix d'Isbergues 1996, cinquantesima edizione della corsa e valida come evento dell'UCI categoria 1.2, si svolse il 22 settembre 1996, per un percorso totale di 210 km. Fu vinto dal belga Mario Aerts che giunse al traguardo con il tempo di 4h38'07" alla media di 45,3 km/h.

## Ordine d'arrivo (Top 10)
| Pos. | Corridore         | Squadra        | Tempo    |
| ---- | ----------------- | -------------- | -------- |
| 1    | Mario Aerts       | Vlaanderen2002 | 4h38'07" |
| 2    | Magnus Bäckstedt  | Collstrop      | s.t.     |
| 3    | Erik Breukink     | Rabobank       | a 5"     |
| 4    | Emmanuel Magnien  | Festina        | a 1'00"  |
| 5    | Hans De Clercq    | Palmans        | s.t.     |
| 6    | Aart Vierhouten   | Rabobank       | s.t.     |
| 7    | Stéphane Heulot   | GAN            | s.t.     |
| 8    | Claude Lamour     | Mutuelle       | s.t.     |
| 9    | Thierry Marichal  | Cedico         | s.t.     |
| 10   | Glenn D'Hollander | Vlaanderen2002 | s.t.     |